# 6435 Daveross
6435 Daveross este o planetă minoră (asteroid) din centura de asteroizi. A fost descoperită pe 24 februarie 1984 la Observatorul Palomar de Eleanor F. Helin. 
Obiectul prezintă o orbită caracterizată de o semiaxă mare de 1,9195673 UAi, o excentricitate de 0,06, o înclinație de 23,43834 ° în raport cu ecliptica.